# 城际帮
城际帮（Inter City Firm，ICF）是英格兰西汉姆联足球俱乐部的球迷组成的足球流氓会社，主要活跃于1970至1990年代。该组织的名称源自西汉姆联足球俱乐部的球迷乘坐城际铁路前往客场观赛。1985年泰晤士電視制作的纪录片《流氓》（Hooligan）的主要拍摄对象就是该组织成员。